# Бахман, Альберто
Альберто Абрахам Бахман (нем. Alberto Abraham Bachmann; 20 марта 1875, Женева — 24 ноября 1963, Нёйи-сюр-Сен) — швейцарский скрипач, композитор и музыковед.
Альберто Бахман родился в Женеве 20 марта 1875 г. в семье русских родителей. Окончил Лилльскую консерваторию (1884), ученик Эмиля Шиллио (1838—1902). Затем совершенствовал исполнительское мастерство под руководством Эжена Изаи (1885—1888), Сезара Томсона (1888—1889), Енё Хубаи (1889—1890), Адольфа Бродского (1891), Генри Вильгельма Петри (1891—1894).
Концертировал в разных странах Европы, в 1916 г. предпринял гастрольную поездку в США. Автор двух скрипичных концертов, сонаты и многих других сочинений для своего инструмента, разнообразных переложений.
Опубликовал книгу «Великие скрипачи прошлого» (фр. Les Grands Violinistes du Passé; 1913), учебное пособие «Гимнастика для скрипачей» (фр. Gymnastique à l'Usage des Violinistes; 1914) и основательную «Энциклопедию скрипки» с предисловием своего учителя Изаи (англ. An Encyclopedia of the Violin; 1925).